# Bulbophyllum masaganapense
Bulbophyllum masaganapense är en orkidéart som beskrevs av Oakes Ames. Bulbophyllum masaganapense ingår i släktet Bulbophyllum och familjen orkidéer. Inga underarter finns listade i Catalogue of Life.